# Scariff
Scariff lub Scarriff – miasto w Irlandii w hrabstwie Clare, nad rzeką Scariff, w pobliżu jeziora Lough Derg. W 2016 miasto liczyło 770 mieszkańców.

## Charakterystyka
Niewielkie miasto targowe, zbudowane na wzgórzu – nazwa pochodzi od irlandzkiego An Scairbh. Znajduje się tu port rzeczny z przystanią dla łodzi rekreacyjnych i żaglówek. W miejscowości corocznie odbywa się Scariff Harbour Festival.
W 1994 urodziła się tu Sarah McTernan.